# Həmidə Cavanşir
Hamida Ahmad bey qizi Javanshir, azer. Həmidə Cavanşir (ur. 19 stycznia 1873 w Kahrizli koło Ağcabədi, zm. 6 lutego 1955 w Baku) – azerska pedagożka, filantropka, działaczka na rzecz praw kobiet, tłumaczka.

## Życiorys
Urodziła się w rodzinnym majątku w wiosce Kahrizli. Była najstarszym dzieckiem Əhməda bəy Cavanşira, azerskiego historyka, tłumacza i oficera rosyjskiej armii, oraz jego żony Mulkijahan. Była praprawnuczką Ibrahima Khalila Khana, ostatniego chana Karabachu. Wraz z młodszym bratem kształciła się w domu. Nauczyła się czytać i pisać po azerbejdżańsku i rosyjsku. W wieku 14 lat znała literaturę europejską i islamską oraz biegle mówiła po francusku. Od ojca nauczyła się strzelać.
W 1889 poślubiła mieszkańca Bərdə, podpułkownika Ibrahima bej Davatdarova. Zamieszkali w Brześciu Litewskim. Mieli dwoje dzieci, Minę i Muzaffara. Həmidə pobierała lekcje tańca towarzyskiego, uczyła się niemieckiego i polskiego. W 1900 rodzina przeniosła się do Karsu, gdzie mąż Həmidy został mianowany dowódcą twierdzy wojskowej. Həmidə planowała studiować medycynę w Moskwie, ale śmierć męża w 1901 i ojca w 1903 uniemożliwiła jej realizację planów. Powróciła do rodzinnego majątku Kahrizli.
Həmidə odziedziczyła po ojcu rodzinny majątek i biznes bawełniany. W 1905, zgodnie z wolą ojca, zawiozła do Tyflis (dziś Tbilisi) rękopis jego historycznego dzieła O sprawach politycznych chanatu karabaskiego w latach 1747–1805 w celu wydania go drukiem. Planowała też wydać w formie książek przekłady z Puszkina, Lermontowa, Żukowskiego i Andersena.
W październiku 1905 poznała Cəlila Məmmədquluzadəa, felietonistę azerskiej prasy. W dniu 15 czerwca 1907 pobrali się. Związek był krytykowany: ona pochodziła z arystokracji, on miał opinię prowokatora politycznego. Para otrzymywała groźby śmierci. Do 1920 małżonkowie mieszkali w Tbilisi. W 1908 Həmidə urodziła syna Midhata, w 1911 syna Anvara. Həmidə współpracowała z mężem przy wydawaniu satyrycznego czasopisma „Molla Nəsrəddin”. Była insporatorką wielu działań męża. Ten podkreślał, że miała duży udział w jego sukcesach.
Podczas klęski głodu w Karabachu w 1905 Həmidə rozdawała mąkę i proso głodującym chłopom, działała jako mediatorka między Ormianami i Azerami, pomagała materialnie zarówno jednym, jak i drugim. Zaniepokojona brakiem zajęć z języka azerbejdżańskiego w żeńskiej szkole św. Nino w Tbilisi, sama mianowała nauczycielkę i wypłacała jej pensję. W 1908 założyła w Kahrizli pierwszą w Azerbejdżanie koedukacyjną szkołę. Utrzymywała ją i uczyła w niej. Uczyło się tu dla 30 chłopców i 10 dziewcząt. Həmidə otworzyła też przychodnię lekarską i warsztat tkacki. Zbudowała we wsi dwa kanaty. Organizowała obchody święta Nouruz, z tej okazji wszystkim mieszkańcom wsi rozdawała prezenty. W 1906 współzałożyła Towarzystwo Dobroczynności Kaukaskich Muzułmańskich Kobiet. Działało do 1917. Podczas epidemii ospy w 1907 kupowała szczepionki i dawała zastrzyki ludziom z Kahrizli, czego nauczyła się podczas pobytu w Tbilisi.
W 1912 uczestniczyła w XIII Kongresie Hodowców Bawełny Zakaukaskiej. Wygłosiła referat na temat uprawy bawełny. Epidemia cholery skłoniła ją do przeniesienia się z rodziną do Şuşy, co wymagało przedarcia się przez tereny okupowane przez wrogie sobie wojska Armenii i Azerbejdżanu. Napotkanym w trasie ludziom rozdawała żywność. W 1918, w przededniu powstania Demokratycznej Republiki Azerbejdżanu, zorganizowała i na własny koszt wyposażyła lokalne grupy bojowników. W 1919 przywiozła z Tbilisi do Şuşy krosna. Założyła fabrykę tekstyliów zaopatrzoną w 12 maszyn, zatrudniającą kobiety z okolicy. Warsztat specjalizował się w dywanach.
W 1921, po rocznym pobycie w Tebrizie, dokąd wyjechała po zajęciu kraju przez bolszewików, przeniosła się z rodziną do Baku. Pomocy w podróży rodzinie udzielili czytelnicy czasopisma „Molla Nəsrəddin”, którego siedem numerów wydano w Iranie. Həmidə zajęła się odbudową fabryki w Şuşy, która zniszczyła wojna. W 1924 dołączyła do męża w Baku. Tłumaczyła jego dzieła, promowała twórczość. Tłumaczyła również poezję rosyjską. Jest znana jako literaturoznawczyni i folklorystka. Zbierała teksty zaliczane do literatury ludowej, legendy i opowieści o postaciach historycznych.
Należała do Związku Pisarzy. W latach dwudziestych XX w. sprzeciwiła się związkowi, gdy zarząd zarzucił jej, że w przygotowanej do wydania książce na podstawie pamiętnika, który pisała, nie opisała działalności bolszewickiego towarzysza Bagirowa. Mówiła: Nie mogę napisać tego, czego nie widziałam!. Pamiętnik, publikowany we fragmentach przed wojną, w całości został wydany po jej śmierci (1967) i przetłumaczonym na angielski. Həmidə doprowadziła narrację tylko do 1932, do roku, w którym zmarł jej drugi mąż.

## Upamiętnienie
W Kahrizli od 2005 działa muzeum poświęcone jej życiu i twórczości.